# Incendis de Rússia de 2010
Els incendis de Rússia de 2010 foren una sèrie de centenars d'incendis que es van produir a Rússia, principalment a la zona oest, des de finals de juliol de 2010 fins a principis de setembre, a causa de les altes temperatures i de la sequera que es produí a la regió. El president de Rússia va declarar l'estat d'emergència a set regions a causa dels incendis, mentre que 28 més estaven sota estat d'emergència a causa de la pèrdua de collites causades per la sequera. El cost estimat dels incendis sobre l'economia russa fou de més d'11 milions d'euros.

## Preludi

El dorsal càlid que va provocar la forta onada de calor a la Rússia europea i fortes inundacions al Pakistan i a Polònia.

Durant l'any 2010, Rússia va experimentar un temps generalment sec i calorós que va començar a finals de maig. Les temperatures de 35 °C van començar el 12 de juny, cosa estranya al país que està acostumat a una temperatura de 30 °C a mitjans de juny. En la segona meitat de juny, les regions russes orientals -com Sakhà- i les àrees de taigà van tenir unes temperatures entre els 38-40 °C. El dibuix del dorsal càlid es va moure lentament cap a l'oest dels Urals i, abans de juliol, ja s'havia instal·lat a la Rússia europea.
El dia 25 de juny es va registrar la temperatura més alta a la Rússia asiàtica, al poble de Belogorsk (Amur), amb 42,3 °C. La temperatura més alta anterior a aquesta a la Rússia asiàtica era de 41,7 °C a Aksha (Zabaikàlie) el 21 de juliol de 2004. La temperatura més alta a escala nacional a Rússia es va produir l'11 de juliol amb 44 °C a Yashkul (Calmúquia).
La mitjana de les temperatures a la regió va augmentar per sobre dels 35 °C. Els ciutadans de Moscou van haver de suportar nits de 36 °C, unes temperatures que no es registraven des de l'any 1947. Durant el mes de juliol, la majoria de zones de la Rússia europea eren de mitjana uns 7 °C més calentes del normal.

## Cronologia

### 29 de juliol
Els incendis començaren dins de l'óblast de Nijni Nóvgorod, a l'óblast de Vorónej i en el centre i l'oest de Rússia a conseqüència del temps anormalment càlid per l'estació.

### 31 de juliol

Regions afectades pels incendis forestals el dia 31 de juliol.

El cap d'EMERCOM, Serguei Xoigú, va informar el 31 de juliol de 2010 que la situació dels incendis en disset subjectes federals de Rússia, especialment a les óblasts de Vladímir i Moscou, podia ser complicada. Va afirmar que a l'óblast de Nijni Nóvgorod la velocitat dels incendis va ser de 100 metres per minut, i el flux d'aire provocat pel foc va arrencar arbres d'arrel, com un huracà. Un vídeo pujat a YouTube mostra a un grup d'homes escapant d'una casa en flames del districte de Vyksa (óblast de Nijni Nóvgorod) conduint el seu cotxe per un camí en flames.

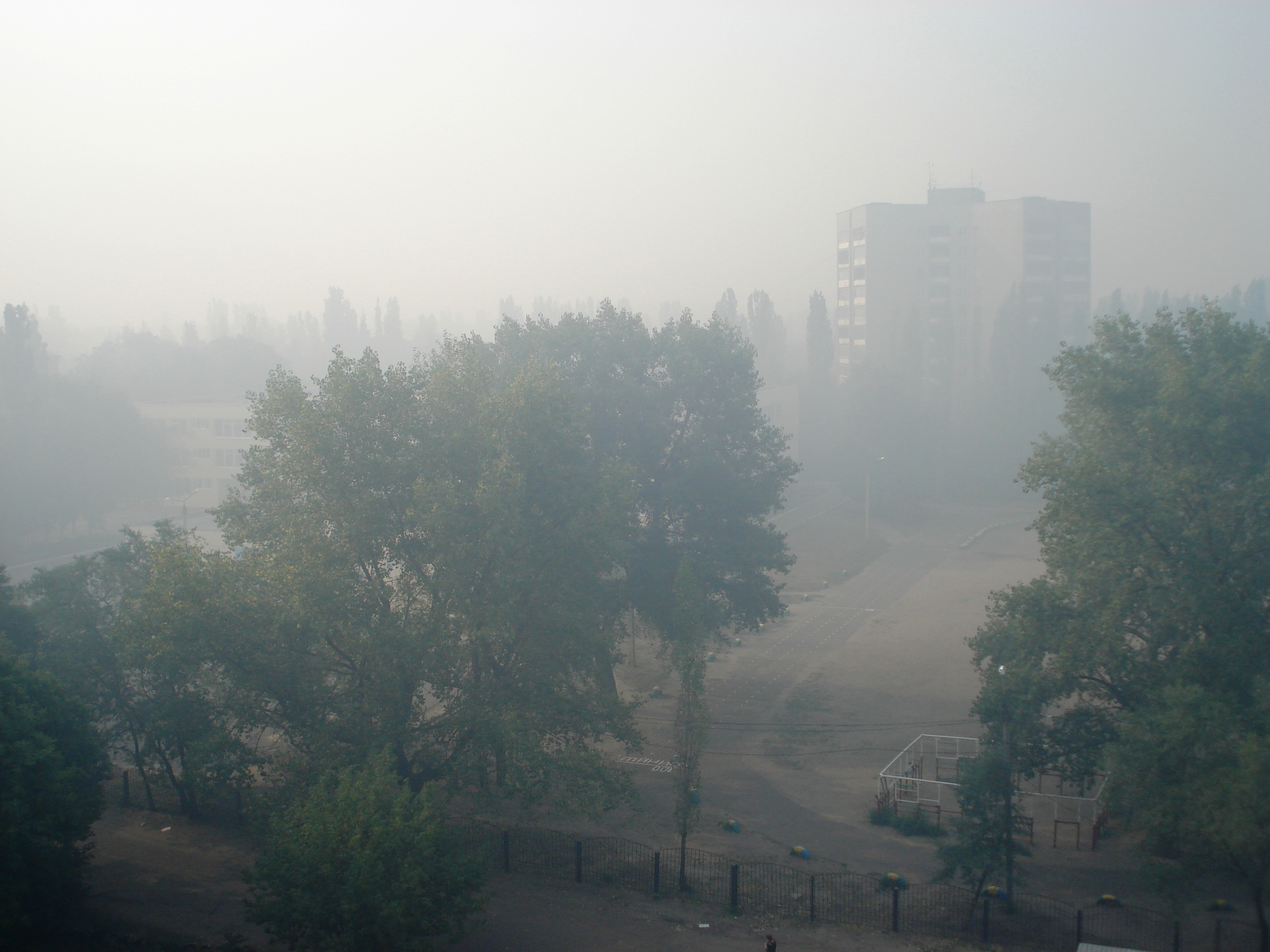
Fum a l'óblast de Vorónej.

### 1 d'agost
L'1 d'agost de 2010, l'àrea dels incendis forestals va ser 114.000 hectàrees (1.140 km²).
El lloc web del Centre Regional Central MOE Rússia, va informar que a l'óblast de Moscou es van detectar 130 focus d'incendis forestals en una zona de 880 hectàrees. D'aquests, 67 incendis van cobrir una àrea de 178 hectàrees.

### 2 d'agost

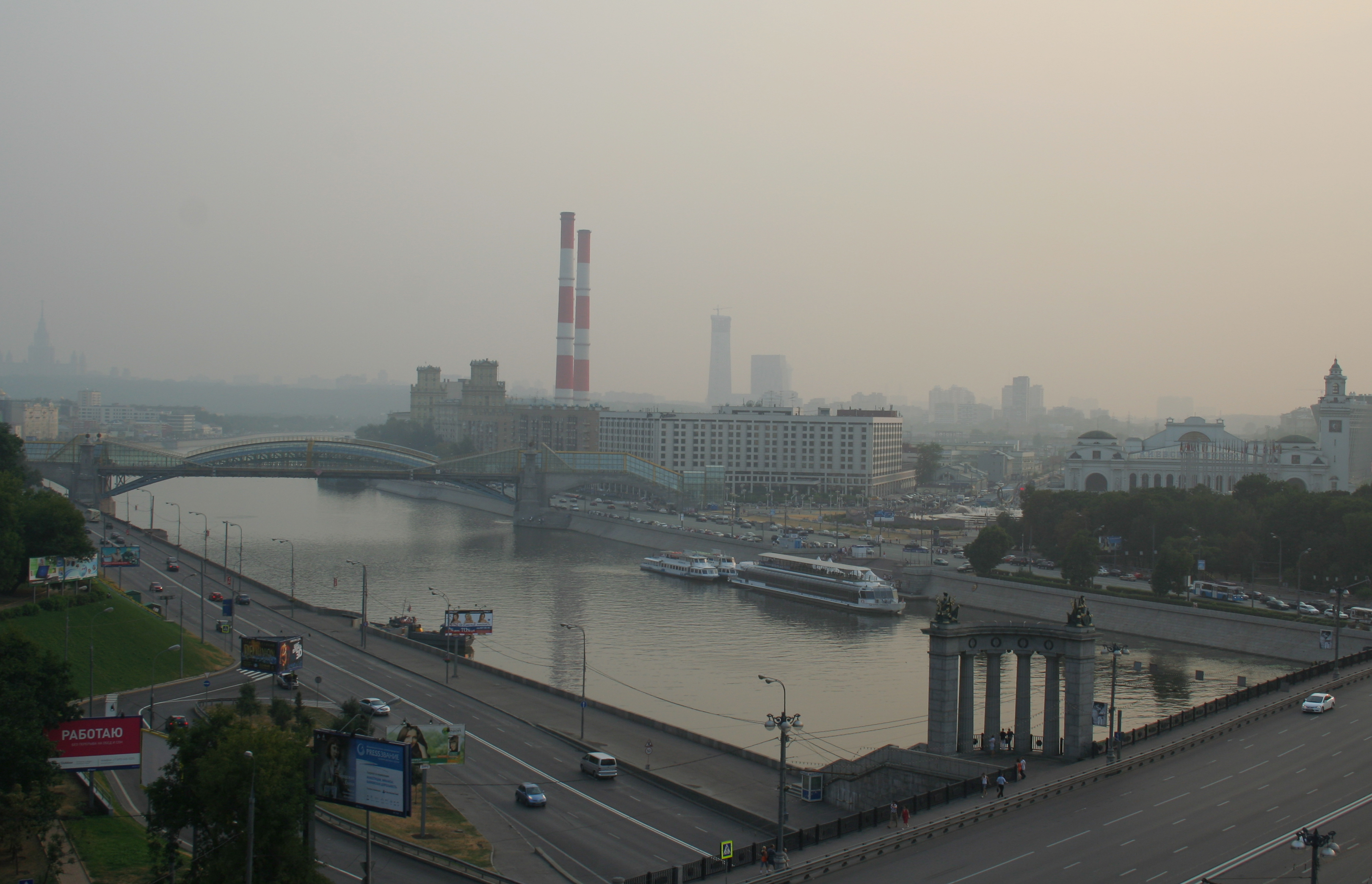
El fum dels incendis forestals sobre Moscou.

Segons "Interfax", referint-se al cap del Centre Nacional de Gestió de Crisi d'EMERCOM, Vladimir Stepanov, el 2 d'agost de 2010, va revelar que hi havia aproximadament 7.000 incendis que havien afectat una àrea de més de 500.000 hectàrees (5.000 km²). El foc va cremar també en catorze subjectes federals de Rússia i, el mateix dia, les autoritats van informar de la mort de 34 persones.
El dilluns 2 d'agost totes les parts de Moscou ja estaven envoltades pel fum, amb una visibilitat reduïda en les carreteres i una forta olor de cremat.
Vladímir Putin va programar una reunió amb els governadors de les províncies de Vorónej, Nóvgorod, Samara, Moscou, Riazan, i Vladímir; així com amb el Cap de la República de Mordòvia.

### 4 d'agost
El 4 d'agost, els incendis seguien afectant unes 188.525 hectàrees (1.885,25 km²), mentre el balanç de morts arribava a 48. Alguns grans incendis cremaven a les zones properes al centre de recerca nuclear de Sarovar.
El president Dmitri Medvédev, va interrompre les seves vacances d'estiu per tornar a Moscou per a una reunió d'emergència del Consell de Seguretat Nacional per afrontar la crisi. Poc dies abans, el 30 de juliol, en una reunió internacional celebrada enmig de l'onada de calor i incendis forestals en curs, Medvédev va anunciar a la televisió que "pràcticament tot està en flames. El clima és anòmalament calent. El que passa ara mateix amb el clima del planeta ha de ser una crida d'atenció per a tots nosaltres, és a dir, tots els caps d'estat, tots els caps de les organitzacions socials, per tal d'adoptar un enfocament més enèrgic a la lluita contra el canvi climàtic global".
Medvédev va acomiadar alguns dels seus alts oficials de la Marina després d'un incendi que va destruir una base de l'armada russa. Els oficials van ser acusats de "responsabilitat professional incompleta" després de permetre que diversos edificis, vehicles i equipaments es cremessin. El mateix dia es va informar que un altre incendi s'acostava una gran instal·lació d'investigació nuclear secreta a la ciutat de Sarovar.

### 5 d'agost
Segons el Ministeri d'Emergències de Rússia, es van enregistrar 843 brots d'incendis, entre ells 47 focs de sòl. Hi havia 73 grans incendis.
Els incendis van amenaçar a un santuari d'animals de més de 1.800 animals, incloent gossos i animals retirats del circ com els ossos, micos, guineus i tortugues de terra. Prop de 600 incendis seguien cremant al país, i al voltant de 2.000 cases havien estat destruïdes.
La contaminació per monòxid de carboni a Moscou va ser quatre vegades per sobre del normal. Els bombers van lluitar per evitar que les flames s'acostessin a Briansk, una zona propera a Ucraïna contaminada amb material radioactiu, incloent cesi-137 i estronci-90, al sòl a causa de l'Accident de Txernòbil. El Ministre d'Emergències Serguei Xoigú va advertir que el foc podria alliberar radioisòtops a l'aire amb la qual cosa podria sorgir una nova zona contaminada amb residus radioactius. Van aparèixer dos focs a la regió, però es varen poder contenir.

### 6 d'agost

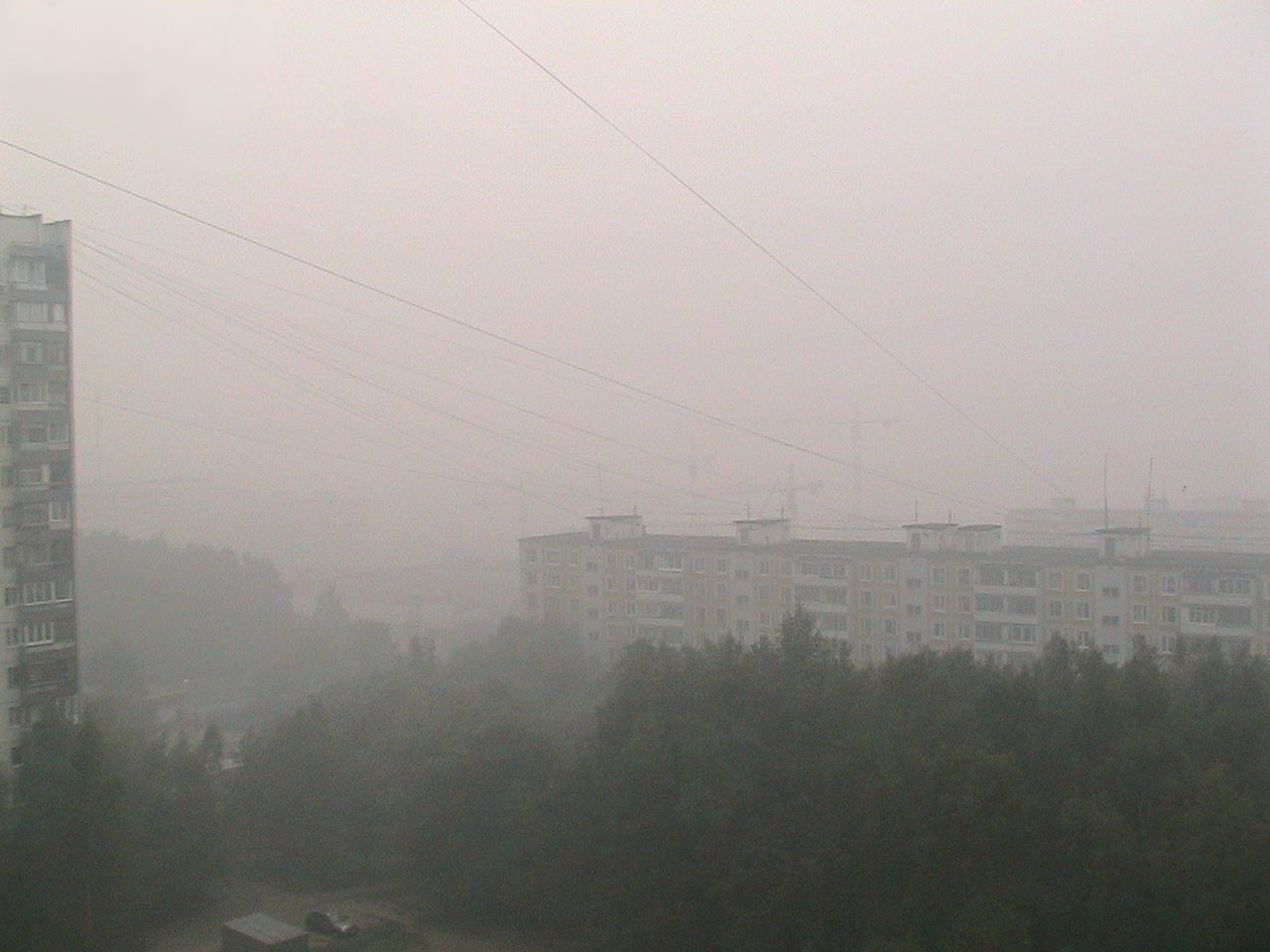
Fum a Moscou el 6 d'agost.

Segons amb el Ministeri d'Emergències, es van registrar 831 incendis, 42 dels quals foren focs de sòl. Es van registrar 80 grans incendis en una àrea de 150.800 hectàrees (1.508 km²). Gairebé 162.000 persones estaven lluitant contra les flames a les regions de Moscou, Vorónej, Nijni Nóvgorod, Riazan, Ivànovo, Vladímir, Iaroslavl, Tver, Sverdlovsk, República de Mordòvia i la República de Marí El. La xifra de morts es va elevar a 52.
D'acord amb l'agència estatal del medi ambient "Mosekomonitoring", al matí a Moscou, la concentració de monòxid de carboni a l'aire va superar la norma acceptable en 3,6 vegades, el contingut de partícules en suspensió en 2,8 vegades, i els hidrocarburs en 1,5 vegades.
Els aeroports de Moscou, Domodedovo i Vnukovo, no va ser capaços de desembarcar més de 40 avions i només van ser capaços d'enlairar prop de 20 avions a causa de la forta boirina causada pel fum. A partir de les 10 del matí, la visibilitat a Domodedovo va ser de 350 m, i 300 m a Vnukovo. Segons l'Agència Federal de Transport Aeri, l'aeroport Xeremetievo operava com de costum perquè la visibilitat era d'uns 800 m.
Un partit amistós internacional de futbol (entre Rússia i Bulgària) previst per l'11 d'agost va ser traslladat a Sant Petersburg. Dos partits de la Lliga russa de futbol es van ajornar a causa de la situació ambiental greu.
Segons les dades rebudes de l'espectroradiòmetre de satèl·lits de la NASA Terra i Aqua, el fum dels incendis en alguns llocs es va elevar a una alçada d'uns 12 quilòmetres i va acabar a l'estratosfera, que generalment això només es produeix durant les erupcions volcàniques. Les imatges de satèl·lit van demostrar que un núvol de fum de 2.980 quilòmetres d'ample cobria l'oest de Rússia.

### 7 d'agost

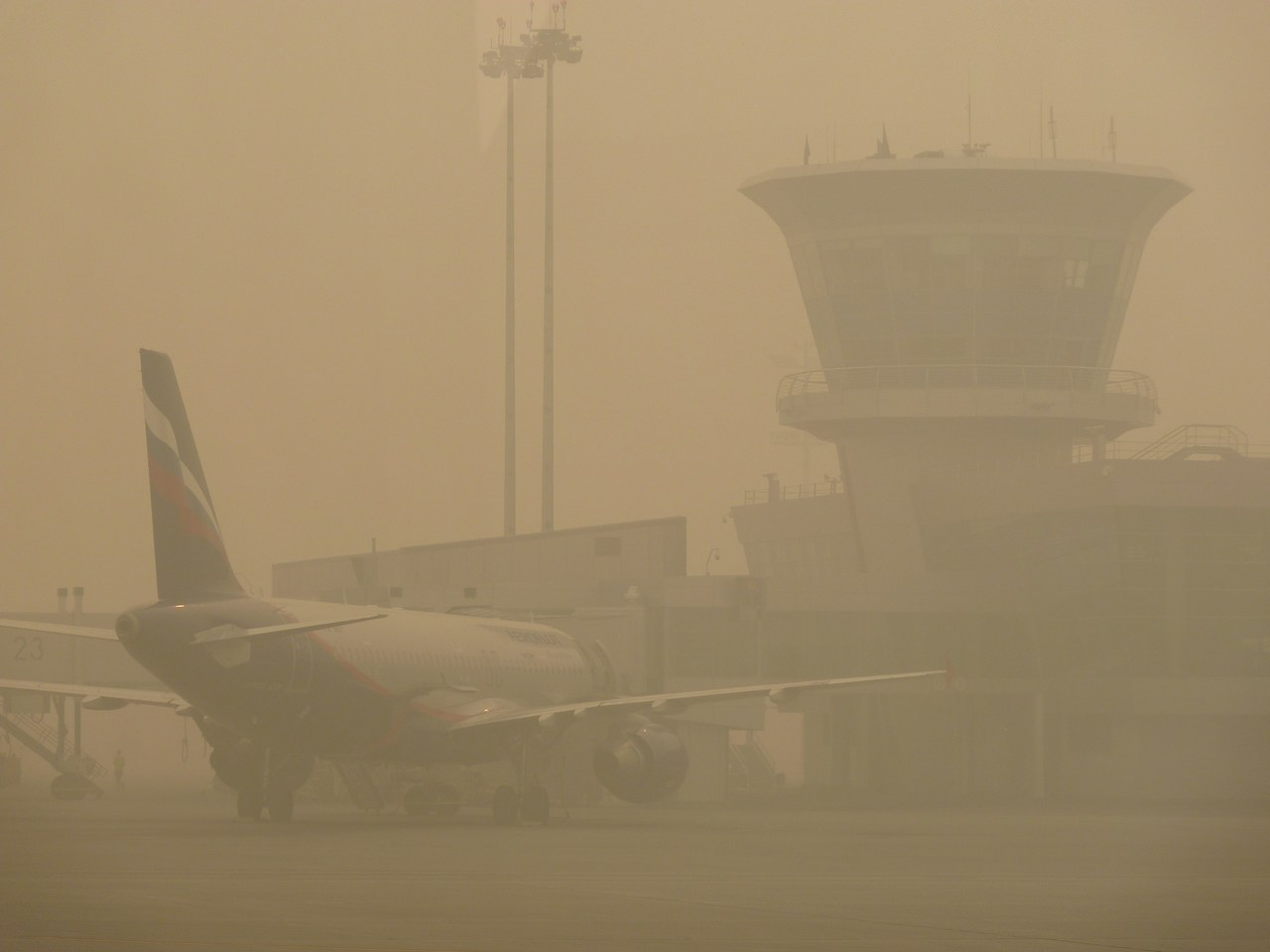
Fum a l'aeroport de Xeremetievo el 7 d'agost de 2010.

Els encarregats d'emergència van registrar 853 focus d'incendis, entre ells 32 focs de sòl, afectant una àrea de 193.516 hectàrees (1.935,16 km²), amb 244 incendis apagats, i uns 290 de nous.
A Moscou, abans del migdia la concentració de contaminants a l'aire es va intensificar i va arribar a 6,6 vegades el nivell normal de monòxid de carboni i 2,2 vegades per les partícules en suspensió. Set vols en direcció als aeroports de Domodedovo i Vnukovo es van haver de desviar a aeròdroms alternatius. La temperatura va arribar als 40 °C a l'óblast de Moscou.

### 8 d'agost
El fum dels incendis de l'óblast de Nóvgorod va viatjar cap al nord fins a arribar a Sant Petersburg. També la planta de processament de residus nuclears Mayak a l'óblast de Txeliàbinsk va estar amenaçada. Els meteoròlegs van predir vents suaus del nord-oest a la tarda del dilluns 9, que podrien endur-se gran part del fum de Moscou. Alguns habitants de la part nord-oest de Moscou van dir que notaven un aire més net per respirar i el cel una mica més blavós.

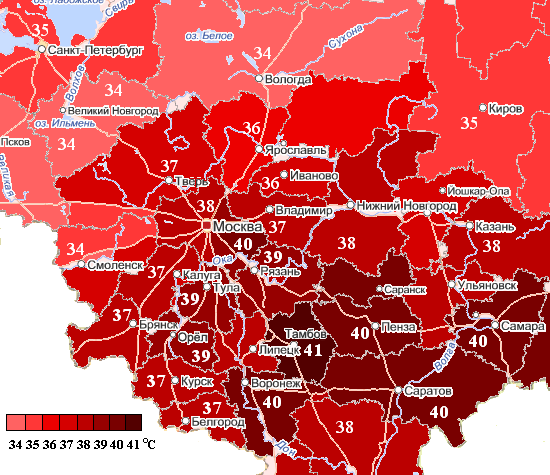
Temperatures el 31 de juliol de 2010.

### 9 d'agost
Serguei Xoigú, ministre d'Emergències rus, va assenyalar que la situació pels incendis era "sens dubte, molt millor" que els darrers dies. Serguei va dir que "gairebé completament" s'havien extingit els incendis de les províncies de Bélgorod, Ivànovo, Lípetsk, Tambov i Tula. Tot i que, la situació a les regions de Riazan, Nijni Nóvgorod, Nóvgorod i Moscou continuava sent dolenta.
Aquest mateix dia Organització Meteorològica Mundial depenent de l'ONU que fenòmens extrems com aquests es repetirien més sovint i que l'any 2010 podria ser el més càlid des que hi ha registres històrics.

### 10 d'agost
A la tarda, Greenpeace Russia va alertar que els incendis s'estaven desencadenant en àrees contaminades radioactives prop de Briansk. l'óblast de Briansk, prop de les fronteres d'Ucraïna i Belarús, està contaminada fortament a causa de l'Accident de Txernòbil de 1986. Els experts russos no saben si l'aire es contamina amb partícules nuclears. Les autoritats russes neguen que hi hagi focs en les àrees contaminades.
Els Instituts Meteorològics Estrangers no va poder confirmar els missatges de Greenpeace, sinó que van manifestar que no hi havia cap amenaça immediata a l'Europa occidental.
A la regió moscovita res no va canviar fins al vespre quan va caure una forta tempesta sobre la ciutat. Com que va ploure durament i durant bastant de temps l'aire es va clarejar.
Les proporcions de NOx van disminuir fins a situar-se a nivells normals. Però desafortunadament les temperatures no baixen dels 35 °C. Els experts van afirmar que l'aire contaminat tornaria de la ciutat una altra vegada en uns quants dies.

### 11 d'agost
El dia es va despertar amb el cel ben clar gràcies a les pluges del dia anterior. Al matí les autoritats russes van informar que es va reduir a la meitat la superfície afectada pels incendis.
La FAO, en col·laboració amb la Universitat de Maryland, va presentar un lloc web batejat com "Sistema Global de Gestió d'Informació sobre Focs" on es poden seguir en temps real els incendis. Aquest nou portal detecta el focus d'incendis mitjançant satèl·lits de la NASA.

### 12 d'agost
Després que es milloressin les condicions per lluitar contra els incendis, el nombre de focs que es va reduir de 612 a 562. El cel de Moscou es va aclarir però les previsions van indicar que la direcció del vent podria canviar d'aquí a uns quants dies i això podria tornar a portar el fum a Moscou. Alguns informes van indicar que aproximadament unes 80.000 hectàrees encara estaven en flames.
El govern d'Ucraïna va alertar que un incendi s'estava acostant al lloc on es va produir l'Accident de Txernòbil, però va assegurar que no hi havia perill. Les autoritats russes va reconèixer que hi havia perill però afirmaren que l'amenaça de propagació de la radioactivitat era molt limitada.
Les primeres estimacions van indicar que un pressupost preliminar del dany a l'economia russa a causa dels incendis era de més d'11 milions d'euros, tot i que alguns mitjans van indicar que la xifra s'elevava als 11,4 bilions d'euros.
Es va aixecar l'estat d'emergència a tres de les set províncies afectades: Vladímir, Vorónej i Marí El.

### 13 d'agost

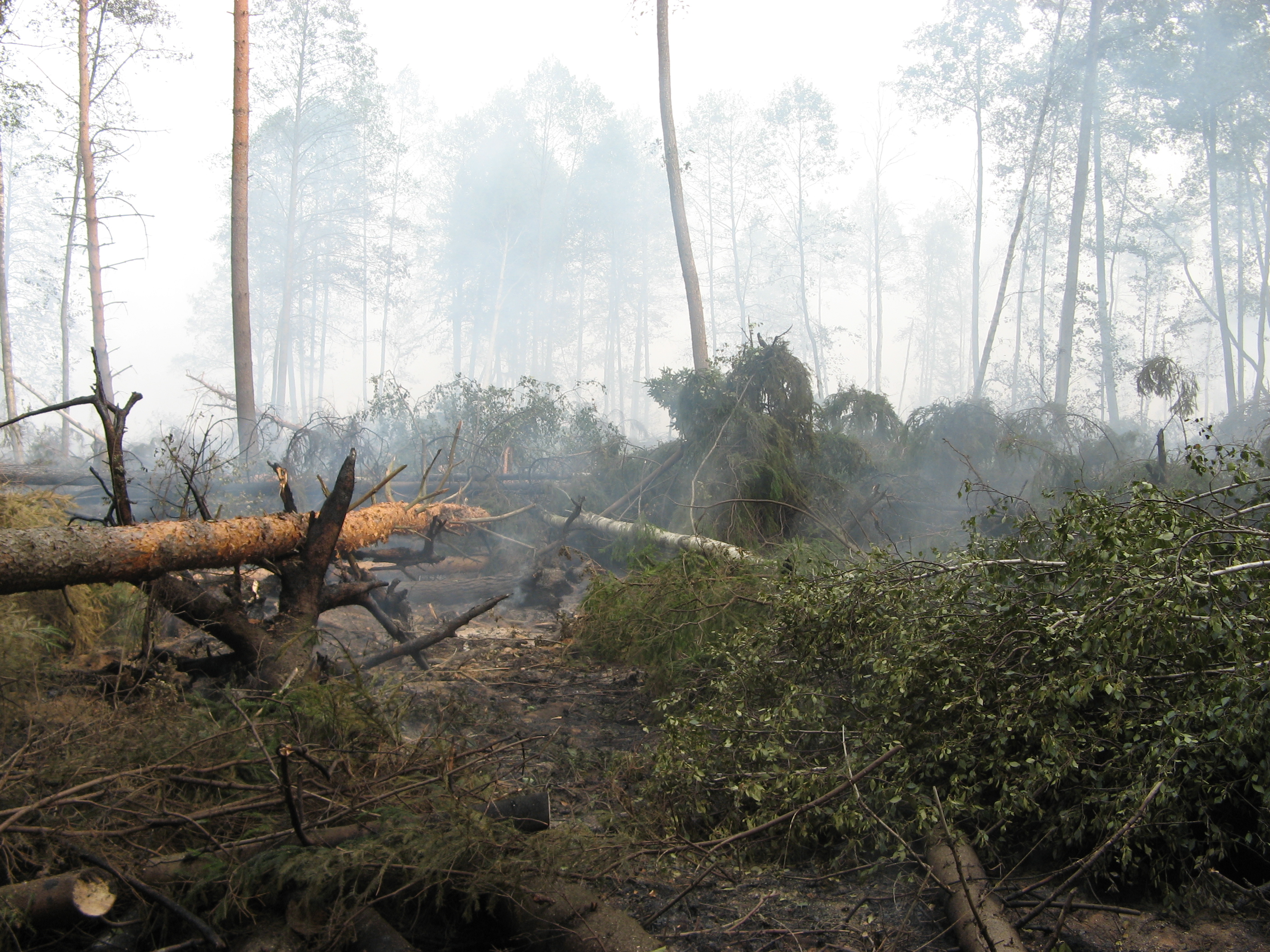
Incendi prop de Roshal (óblast de Moscou) al 13 d'agost.

Després de setmanes sense pluja, forts aiguats van remullar Moscou i les zones més properes, donant així una treva a l'onada de calor. Però a Sarovar, 480 km a l'est de Moscou, es va iniciar un nou foc prop del centre d'investigació nuclear. A principis d'agost, el material radioactiu i explosiu es va retirar de les instal·lacions a causa de l'amenaça d'incendis; després, s'hi van tornar quan l'amenaça va disminuir. Més de 3.400 bombers estaven lluitant contra els incendis.

### 16 d'agost
Mig miler d'incendis encara van seguir cremant durant el 16 d'agost, segons dades ministeri per a situacions d'emergència. També va informar que més de 850 hectàrees foren cremades, mentre que grups ecologistes van afirmar que el govern rus estava amagant informació sobre la magnitud del desastre.

### 20 d'agost

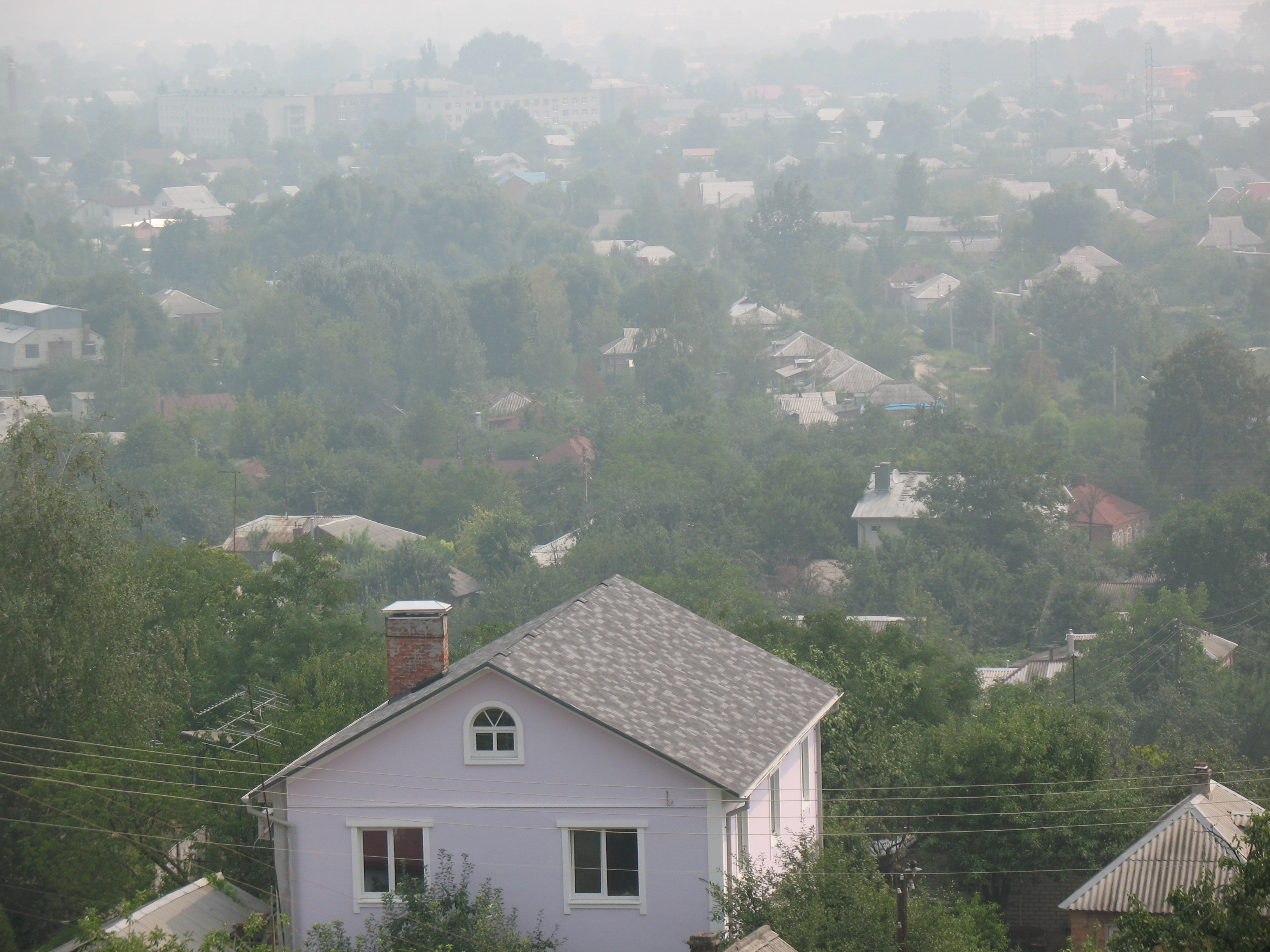
Fum a Khàrkiv (Ucraïna) al 14 d'agost.

Medvédev també va aixecar l'estat d'emergència a tres províncies més afectades pels incendis: Mordòvia, Moscou i Nijni Nóvgorod. D'aquesta manera només quedava l'óblast de Riazan amb estat d'emergència.
El mateix dia, Vladímir Putin va destituir el president de l'Agència Forestal russa, Alexei Savinov, per "mantenir un perfil baix durant la tragèdia dels incendis i no controlar amb eficàcia les zones boscoses de Rússia".

### 2 de setembre
Es va produir una nova onada d'incendis que va provocar quatre morts i la destrucció d'almenys 500 edificis a l'óblast de Volgograd. Amb tot això, segons el diari rus Vedomosti, la popularitat de Medvédev i Putin va augmentar.

## Efectes

### A les exportacions de grans
Com que els incendis van destruir una gran quantitat de gra i el fet que Rússia fos un dels majors exportadors mundials de cereals, va fer que els preus del mercat mundial de cereals, especialment del blat, augmentessin ràpidament a principis d'agost.
El 2 d'agost de 2010, la Unió Russa de Grans va retallar el seu pronòstic de collita des 81-85 milions de tones fins a 72-78 milions. En els dies següents la predicció es va reduir a 70-75 milions de tones. El 5 d'agost de 2010, Rússia va anunciar la prohibició temporal de les exportacions de cereals del 15 d'agost a l'1 de desembre.
Finalment, a principis de setembre de 2010, Vladímir Putin va anunciar la permanència del veto a les exportacions de cereals del país com a mínim fins al setembre de 2011.

### A la salut pública

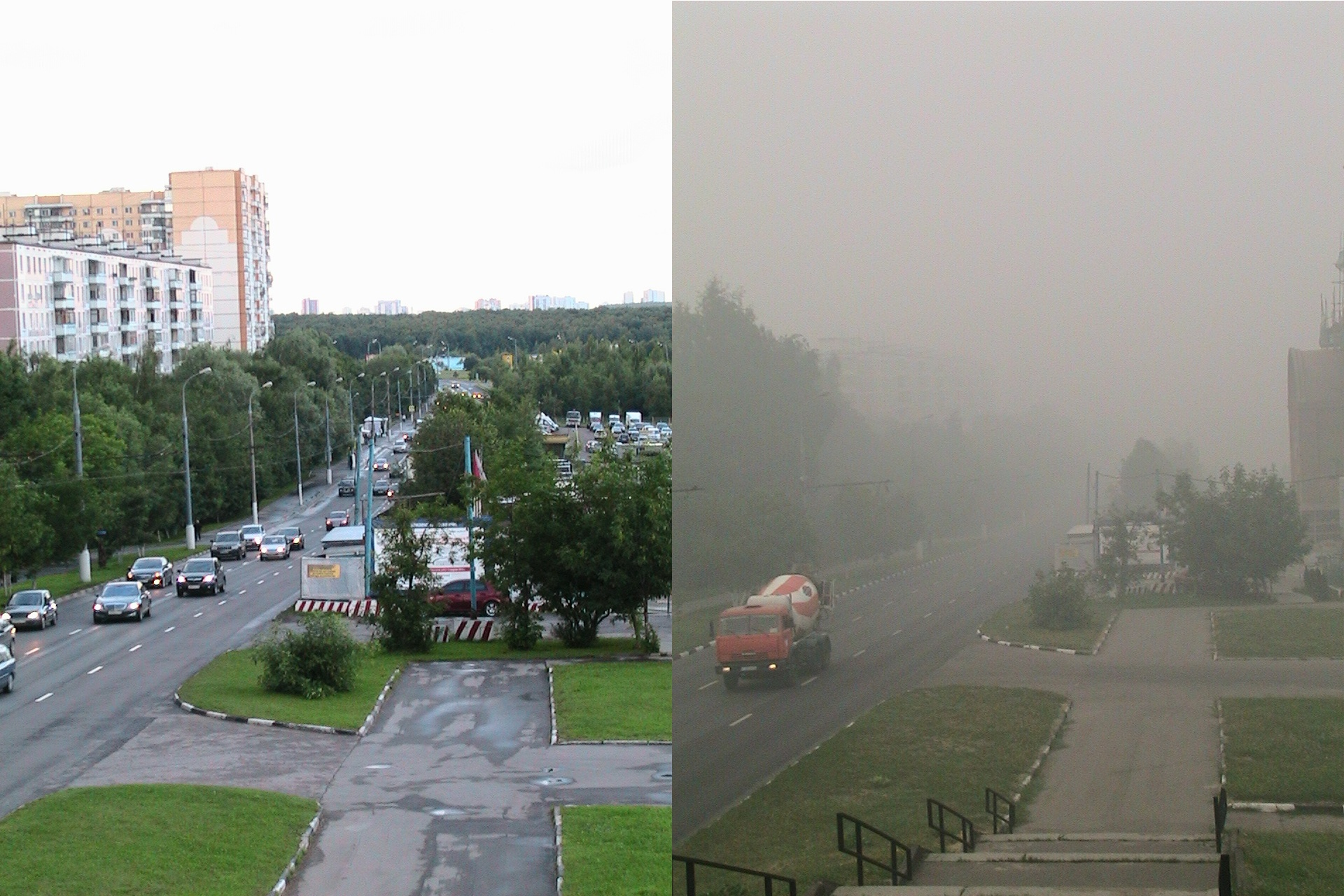
Moscou abans i durant dels incendis.

Les morts a Moscou es van doblar i va arribar al voltant dels 700 morts per dia, segons Andrei Seltsovski, el màxim responsable de Sanitat de l'ajuntament de Moscou. Andrei va culpar setmanes de calor sense precedents i el boirum que regnava a Moscou. També va dir que els dipòsits de cadàvers de la capital russa estan a prop del 90 per cent de capacitat.
Els focs van afectar àrees contaminades per l'Accident de Txernòbil, principalment als voltants de Briansk i les regions frontereres amb Belarús i Ucraïna. A causa d'això, el terra i les partícules de plantes contaminades per material radioactiu es van poder alliberar a l'aire i estendre's per més àrees. El govern rus va indicar que no va haver-hi cap augment discernible dels nivells de radiació, mentre que Greenpeace va acusa rel govern de negar els fets.
L'Institut de radioprotection et de sûreté nucléaire de França (IRSN) va emetre la seva pròpia anàlisi del risc dels incendis el dia 12 d'agost a les zones afectades de Txernòbil on concluia que no hi hauria cap risc per a la salut, però que els nivells insignificantment elevats de radiació es podrien detectar al futur.

## Resposta internacional
Rússia va rebre ajuda per extingir els focs de Sèrbia, Itàlia, Ucraïna, Belarús, Armènia, el Kazakhstan, l'Azerbaidjan, Bulgària, Polònia, Lituània, Iran, Estònia, Uzbekistan, Veneçuela, França, Alemanya i Letònia.
Molts diplomàtics van marxar i algunes ambaixades tancaren temporalment, entre elles les d'Alemanya, Àustria, el Canadà i Polònia. El lloc web del Departament d'Estat dels Estats Units va aconsellar als estatunidencs que viatgessin a Moscou i als seus voltants que "consideressin prudentment" els seus plans perquè hi havia "nivells perillosos de contaminació atmosfèrica" i "vols cancel·lats". El Ministeri d'Afers Exteriors d'Itàlia va recomanar a la gent que "ajornessin els seus vols a Moscou si no eren estrictament necessaris".

## Crítiques
Els pantans i aiguamolls que envolten Moscou havien estat dessecats a la dècada de 1960 per a ús agrícola i la mineria de torba per generar energia. El 2002, una sèrie de focs de sòl difícils d'extingir van portar al govern a reconèixer que els camps de torba calia que fossin reinundats per prevenir els incendis. Malgrat tot, l'any 2010 grans extensions de torba que no havien estat inundades van ajudar a la propagació dels incendis. Alts càrrecs del govern van dir que no podien haver anticipat la canícula que va causar el foc. No obstant això, els crítics van acusar als encarregats de complaents per ignorar les advertències d'incendi a prop dels llogarets. Sergey Robat, Tatur Vadim, i Kalashnikov Maksim van sostenir que els incendis i la incapacitat per contenir i extingir els mateixos fou per causa de "la inacció dels buròcrates" i l'eliminació per part de Vladímir Putin del Cos Nacional de Bombers durant el 2007. Putin havia transferit la responsabilitat de lluitar contra els incendis als arrendataris dels béns de l'Estat i dels subjectes de la federació, amb la suposició que els propietaris o arrendataris gastarien els diners necessaris per prevenir els incendis forestals però, la realitat a Rússia fou que les empreses van voler fer guanys ràpids i no van atendre la lluita contra els incendis forestals. El portaveu de Putin va declarar que "aquest és un sistema que funciona bé i que només necessita alguns petits retocs".
Els mitjans de comunicació locals russos privats i governamentals no van proporcionar la informació en temps real per al públic en general. En el cas d'un incendi forestal en ràpid moviment no hi hauria cap possibilitat d'informar a la gent a través dels mitjans de comunicació per a realitzar una evacuació d'emergència. A més a més, en aquells moments no hi existia cap responsable a l'administració de Medvédev per proporcionar informació d'emergència d'aquest tipus.
En alguns casos no va haver-hi informació sobre la situació dels pobles cremats durant dues setmanes. Segons un sondeig del diari de Vedomosti, un 68% dels enquestats confiaven en mitjans de comunicació en línia (com els blocs), un 28% confiaven en els mitjans de comunicació independents i un 4% en els mitjans de comunicació governamentals.
El lloc web de voluntaris "Virtual Vyksa" va rebre atacs DDoS i va ser bloquejat totalment durant un temps. Els creadors del lloc web van assenyalar les autoritats de l'óblast de Nijni Nóvgorod com a autores de l'atac informàtic.